# Национальный монумент Холокоста (Оттава)
Национальный монумент Холокоста (англ. National Holocaust Monument, фр. Monument national de l'Holocauste) — мемориал, посвящённый памяти Холокоста в Оттаве, Онтарио. Расположен напротив Канадского военного музея на северо-восточном углу улиц Веллингтон и Бут (местность Лебретон-Флетс), рядом со станцией Оттавского метро «Пимиси», на расстоянии около 1,5 км от Парламентского холма. Мемориал сооружён по проекту Даниэля Либескинда.

## История
Памятник был построен благодаря настойчивым усилиям бывшей студентки Оттавского университета Лоры Гросман, предки которой родом из Польши пережили Холокост. Лора провела кампанию и встретилась с различными членами парламента, чтобы поддержать принятие законопроекта.
Национальный закон о памятнике Холокоста (законопроект C-442) в котором было запланировано сооружение мемориала в столице Канады, получил королевское согласие 25 марта 2011 года. Законопроект был внесен в частном порядке Тимом Уппалом, государственным министром и депутатом округа Эдмонтон-Шервуд-Парк, и получил единодушную поддержку.
Памятник планировалось открыть осенью 2015 года но затем сроки были перенесены на весну 2017 года из-за задержек в строительстве. Официальное открытие состоялось 27 сентября 2017 года.

## Описание
Поднявшись по ступенькам памятника, посетители видят Башню Мира комплекса зданий Парламента Канады, а на стенах представлены фотографии Эдуарда Буртынского. Часть фотографий связана с действовавшим во время войны негласным запретом на приём еврейских беженцев из Европы в Канаде, инициатором которого был глава иммиграционного агентства Канады Ф. Блэр.
Монумент находится в ведении Национальной столичной комиссии.